# Моята съдба си ти
Моята съдба си ти (на испански: Mi destino eres tú) е мексиканска теленовела, режисирана от Моника Мигел и Мигел Корсега и продуцирана от Карла Естрада за Телевиса през 2000 г. Това е оригинална история, създадена от Кармен Даниелс и Хорхе Лосано Сориано, адаптирана от Марта Карийо и Кристина Гарсия.
В главните роли са Лусеро и Хорхе Салинас, а в отрицателните - Хайме Камил, Сусана Сабалета, Силвия Паскел, Хулио Алеман, Наталия Страйгнард и Асела Робинсън. Специално участие вземат Жаклин Андере, Магда Гусман, Силвия Марискал, Луис Баярдо, Ектор Ортега, Мария Сорте и Хоакин Кордеро.

## Сюжет
Андреа Сан Висенте е младо момиче. Страстно се бори за тези, които не могат да се защитават сами. Тази страст води до нейното минало, за което тя нищо не знае. Андреа живее с чичо си Анселмо и леля си Сулема, които са ѝ казали, че родителите ѝ са загинали в катастрофа, но истината е съвсем различна. С тях живеят по-малката сестра на Андреа – Джина, и братовчедка ѝ Магда.
Андреа се влюбва в Рамиро, богат млад мъж, но когато идва моментът за сватба, те се сблъскват с множество препятствия. Самуел, бащата на Рамиро, и София, бившата му годеница, се противопоставят на брака им. Въпреки това, Андреа и Рамиро се женят. Съдбата, обаче, е отредила друго за тях – в първата брачна нощ, Рамиро умира, а Андреа остава вдовица, самотна и беззащитна.
Когато погрбеват Рамиро, Андреа е убедена, че с него погребва късмета и щастието си, но съдбата ѝ показва, че е грешила. Андреа се запознава с двама мъже – амбициозния богаташ Маурисио и адвоката Едуардо, но само един от тях е нейната съдба. По пътя на щастието си, Андреа трябва да мине през множество пречки.

## Актьори
Част от актьорския състав:
- Лусеро – Андреа Сан Висенте Фернандес / де Галиндо / де Риваденейра
- Хорхе Салинас – Едуардо Риваденейра Дел Енсино
- Сусана Сабалета – Ема Пиментел де Риваденейра
- Маурисио Ислас – Рамиро Галиндо Суарес
- Хайме Камил – Маурисио Родригес Калдерон
- Силвия Паскел – Сулема Фернандес де Санчес
- Хулио Алеман – Аугусто Родригес Франко
- Магда Гусман – Нина
- Наталия Страйгнард – София Девеса Лейва
- Асела Робинсън – Исаура Бекер
- Жаклин Андере – Паулина Дел Енсино де Риваденейра
- Синтия Клитбо – Амара Трухийо
- Хорхе Рейносо – Хенаро Хил
- Орландо Карио – Енрике Сан Висенте Ордониес
- Патси – Клаудия
- Мария Сорте – Ампаро Калдерон де Родригес
- Габриел Сото – Николас
- Елисабет Алварес

## Премиера
Премиерата на Моята съдба си ти е на 10 юли 2000 г. по Canal de las Estrellas. Последният 90. епизод е излъчен на 10 ноември 2000 г.

## Награди и номинации
Награди TVyNovelas (2001)
| Категория                            | Личност         | Резултат   |
| ------------------------------------ | --------------- | ---------- |
| Най-добра актриса в положителна роля | Лусеро          | Печели     |
| Най-добър актьор в положителна роля  | Хорхе Салинас   | Номиниран  |
| Най-добра актриса в отрицателна роля | Сусана Сабалета | Номинирана |
| Най-добро мъжко откритие             | Хайме Камил     | Номиниран  |